# Mudhafar Taufek
Mudhafar Taufek Jabbar, né le 11 janvier 1965, est footballeur irakien qui évoluait au poste de défenseur.

## Biographie
Il dispute les Jeux olympiques de 1988 organisés en Corée du Sud. Lors du tournoi olympique, il joue deux matchs, et inscrit un but contre le Guatemala.
Il est finaliste de la Coupe d'Asie des clubs champions 1988-1989.